# Marie-Ange Le Boulaire
Marie-Ange Le Boulaire est une conférencière, auteure et réalisatrice française, née le 15 novembre 1968 à Paris.
Elle est conférencière professionnelle, intervenante et formatrice police judiciaire, gendarmerie nationale et magistrature.
Elle est fondatrice et présidente de l'Association Nationale pour la Reconnaissance des Victimes, membre de la Commission départementale d'Actions contre les Violences faites aux Femmes de Paris, membre de la Commission pluridisciplinaire des Mesures de Sureté de la Cour d'appel de Paris.
Elle a été nommée au grade de Chevalier de l'Ordre National du Mérite par décret du 15 mai 2015.

## Parcours
Le 26 octobre 1994, Marie-Ange Le Boulaire est agressée par  Patrick Trémeau, violeur en série multirécidiviste.
Trémeau est arrêté quelques mois plus tard, inculpé pour 14 viols sous la menace d’une arme, et condamné en 1998 à 16 ans de réclusion criminelle.
Huit ans après les faits, Marie-Ange Le Boulaire témoigne de sa résilience dans un livre autobiographique, Le Viol.
La même année, elle réalise un film documentaire, Le Viol. D’autres victimes de Patrick Trémeau y témoignent. Elle veut montrer que le viol est un crime destructeur, mais qu’il est possible pour les victimes de reconstruire leur vie. Pour la première fois, une victime parle ouvertement. Invitée dans les médias, Marie-Ange Le Boulaire s'exprime sans tabou.
En 2003, Marie-Ange Le Boulaire devient formatrice auprès de la Police judiciaire et de la gendarmerie nationale pour l’accueil et l’audition des victimes. Elle devient membre de la Commission Départementale d’Actions contre les Violences Faites aux Femmes de Paris.
Marie-Ange Le Boulaire continue son travail d’aide et de prévention en réalisant des documentaires pour les grandes chaînes nationales.
En 2004, elle propose à Yves Bot (Procureur de la République) la mise en place d’un bureau des victimes au Palais de Justice de Paris. Ce bureau est alors unique en France : il est repris aujourd’hui par des nombreuses instances.
En mai 2005, Patrick Trémeau sort de prison en fin de peine. Trois semaines plus tard, il récidive. Il est arrêté en septembre 2005 pour trois nouveaux viols. Marie-Ange Le Boulaire organise une conférence de presse, avec six autres victimes, devant les médias. La loi sur les mesures de sûreté et le bracelet électronique est votée à l’Assemblée Nationale deux semaines plus tard.
Elle est élue, sans étiquette, en 2006, maire-adjointe de Saint-Leu-la-Forêt. Elle devient vice-présidente de l'Association Élu(e)s contre les violences faites aux femmes.
En tant que réalisatrice, elle propose à Envoyé spécial (France 2) une série de trois documentaires sur les victimes de viols.
Pendant cinq ans, elle suit des victimes d’un autre violeur en série, depuis leur dépôt de plainte dans les bureaux de la police judiciaire de Paris quelques heures après le viol, jusqu'à la condamnation de l’auteur à la cour d’assises de Paris quatre années plus tard. Le film La Brigade du viol (finaliste prix Albert-Londres 2008) retrace ce parcours.
Son film Nathalie, Faustine, Sarah, Camilla et les autres montre le chemin de ces jeunes femmes pendant la période de l’instruction, soit quatre années de leur vie, depuis la perte de leur travail jusqu'aux tentatives de suicide, avec des passages en hôpital psychiatrique.
Le documentaire Jugé coupable, reconnues victimes (Plateau Envoyé Spécial) donne lieu à une première : le palais de justice de Paris ouvre les portes des audiences de la Cour d’Assises aux caméras de la réalisatrice. Les victimes témoignent à visage découvert et participent au combat contre les violences faites aux femmes.
Le travail de Marie-Ange Le Boulaire, en tant que réalisatrice, veut abattre les tabous, donner la parole aux victimes, faire reconnaître leurs souffrances, leur rendre l'espoir qu'elles pourront se dire  un jour : « Je ne suis plus une victime. ».
Au procès de Patrick Trémeaux, en  février 2009, Marie-Ange Le Boulaire, et d’anciennes victimes, sont présentes aux côtés des trois nouvelles victimes. Très médiatisé, ce procès est une tribune pour parler à nouveau de la récidive, du suivi socio-judiciaire, des obligations de soins, de la commission d’évaluation de la dangerosité, de la castration chimique, de la rétention de sûreté.
En 2010, elle fonde l'Association Nationale Pour la Reconnaissance des Victimes et organise la première manifestation publique pour la Journée européenne des victimes le 22 février 2011. Les villages réunissent pour la première fois 30 associations de victimes et d'aide aux victimes, ainsi que les différents ministères et services publics. Huit ateliers de prévention sont ouverts aux enfants.
Le 22 février 2013, la Journée européenne des victimes regroupe plus de 450 fondations et associations ; elle propose 15 ateliers de prévention ; le service des psychologues présents dans les commissariats propose un accueil ; un partenariat avec le barreau de Paris permet des consultations juridiques gratuites. Le village est installé place Louis-Lépine, Paris 4e, M° Cité, face au palais de justice de Paris. Le 23 mai 2014, pour la quatrième édition, 4 000 visiteurs sont venus à la Journée.
En 2015, Marie-Ange Le Boulaire, après avoir obtenu le diplôme universitaire de psycho-traumatologie à l'université de médecine Paris-Descartes, décide de promouvoir la thérapie cognitive d'exposition prolongée « Edna Foa » pour soigner le stress post-traumatique.
Après quelques années en tant que secrétaire générale dans le secteur privé, en 2020, elle reprend des études de Droit à l'Université Paris IV Panthéon-Assas et obtient un Master de droit pénal.
Dans ses conférences auprès des entreprises, des collectivités territoriales et des associations, elle aborde les sujets de l'engagement, la reconnaissance, la résilience, la santé mentale et les risques psychosociaux.

## Distinction
- Chevalier dans l'Ordre national du Mérite, médaille remise par M. François Molins, Procureur général près la Cour de cassation de Paris

- Nommée Prix Albert Londres pour la trilogie Jugé coupable, reconnues victimes,diffusée  par « Envoyé Spécial », France TV

- Prix spécial du Jury et prix du Public au Grand Prix de Journalisme

- Prix de la personnalité au parcours exceptionnel et inspirant, remis par Montpellier Business School Alumni.

## Couverture Presse
- Le Violeur des parkings, 19 20 Édition nationale, 25/09/2005, France 3
- Conférence Victimes Patrick Trémeau, 20 heures le journal, 26/09/2005, France 2
- C dans l’air, France 5, « Encore un récidiviste »
- Deux façons de parler du viol, Marianne
- Faites entrer l'accusé, France 2 : Patrick Trémeau, le violeur qui a fait changer la loi
- On se ressemblait : toutes brunes, Libération
- Le 18/20 du 8/09/2010 Christophe Hondelatte, RTL

## Réalisations

### Parutions
- Le viol, édition Flammarion, Reader digest et J’ai lu (25000 exemplaires)
- A contre-coups, livre et exposition nationale (photos Jane Evelyn Atwood), retraçant 15 portraits et récits de femmes résilientes.
- Pour une politique globale d'aide aux femmes victimes de violences, Tribune Le Monde, 23 juin 2010

### Filmographie
- Le viol, France 5, France 3, Téva (film documentaire autobiographique)
- Madame Le Proc, Zone Interdite, M6 (la permanence criminelle et des flagrants délits du Parquet de Paris)
- A la poursuite du gang des toxiques, Reportages, TF1 (enquête au sein de la Brigade de Répression du Banditisme  sur un groupe de faux agents de police agressant les personnes âgées)
- La brigade du viol, Envoyé spécial, France 2, Finaliste Prix Albert-Londres 2008 (neuf mois d’enquête auprès des victimes au sein du 2e District de Police Judiciaire de Paris)
- Nathalie, Faustine, Sarah, Camilla et les autres, Envoyé spécial, France 2 (Suite de La brigade du viol : suivi pendant 4 ans du parcours judiciaire et psychologique des victimes d’un violeur en série, des aveux de l’agresseur à la veille du procès).
- Jugé coupable, Reconnues victimes, Envoyé spécial, France 2 (suite de Nathalie, Faustine, Sarah, Camilla et les autres : Procès du violeur en série et de ses 14 victimes. Ce documentaire a reçu le Prix Spécial du Jury au Scoop de Lille, Festival Européen du Journalisme en 2011)
- Les pompiers de l’extrême, Reportages, TF1
- Enquête sur la formation du GREP, les pompiers d’élite, Appel d'urgence, TF1 (une année en caserne au rythme des interventions et de la vie quotidienne de la Brigade des Sapeurs Pompiers de Paris)
- Alain Robert à la conquête de Singapour (tour du monde des escalades à mains nues des plus hauts gratte-ciels par « l’homme araignée », Prix spécial du festival d’aventure de Dijon, Prix de la Presse du Festival d’Aventure de Trento (Italie), 1er prix festival de Moscou, 3e prix « AlpinFilm Festival » de New York)
- Roberto Alagna, de la banlieue à l’opéra, Envoyé spécial, France 2 et France 5
- Au-delà des flammes, Appel d'urgence, TF1 (enquête sur les feux de forêts en Californie)
- Proc de choc, France 2 (portait d’un procureur de Créteil)
- PJ, section Flagrants Délits, France 2